# Campeonato de Primera División B 1953 (Argentina)
El Campeonato de Primera División B 1953 fue el torneo que constituyó la vigésima temporada de la segunda categoría del fútbol argentino en la era profesional y la quinta edición bajo esta denominación. Se incorporaron para el torneo Atlanta, descendido de la Primera División, y Central Córdoba de Rosario, campeón de la Tercera División.
El campeón fue Tigre, que de esta forma volvió a ocupar su lugar en Primera División luego de tres años. Hubo en juego un solo descenso que fue para Tiro Federal de Rosario, que ocupó el último lugar.

## Formato
Se mantuvo en 18 el número de participantes, lo que dio por resultado un campeonato de 34 fechas, a jugarse en dos ruedas de partidos, todos contra todos.

## Equipos
| Equipo               | Ciudad               |
| -------------------- | -------------------- |
| Atlanta              | Buenos Aires         |
| Almagro              | Buenos Aires         |
| Argentinos Juniors   | Buenos Aires         |
| All Boys             | Buenos Aires         |
| Argentino de Quilmes | Quilmes              |
| Central Córdoba      | Rosario              |
| Colón                | Santa Fe             |
| Excursionistas       | Buenos Aires         |
| Los Andes            | Lomas de Zamora      |
| Nueva Chicago        | Buenos Aires         |
| Quilmes              | Quilmes              |
| Sarmiento            | Junín                |
| Sportivo Dock Sud    | Dock Sud             |
| Talleres (RdE)       | Remedios de Escalada |
| Temperley            | Turdera              |
| Tigre                | Victoria             |
| Tiro Federal         | Rosario              |
| Unión                | Santa Fe             |

### Distribución geográfica de los equipos
| Región                                   | Cant. | Equipos                                                                                           |
| ---------------------------------------- | ----- | ------------------------------------------------------------------------------------------------- |
| Conurbano bonaerense                     | 8     | Almagro, Argentino de Quilmes, Los Andes, Quilmes, Sportivo Dock Sud, Talleres, Temperley y Tigre |
| Ciudad de Buenos Aires                   | 5     | Atlanta, Argentinos Juniors, All Boys, Excursionistas y Nueva Chicago                             |
| Provincia de Santa Fe                    | 4     | Central Córdoba, Colón, Unión y Tiro Federal                                                      |
| Interior de la provincia de Buenos Aires | 1     | Sarmiento                                                                                         |

## Tabla de posiciones
| Pos. | Equipo               | Pts. | PJ | PG | PE | PP | GF | GC | Dif. |
| ---- | -------------------- | ---- | -- | -- | -- | -- | -- | -- | ---- |
| 01.º | Tigre                | 50   | 34 | 21 | 8  | 5  | 87 | 44 | 43   |
| 02.º | Atlanta              | 46   | 34 | 20 | 6  | 8  | 79 | 46 | 33   |
| 03.º | Unión                | 43   | 34 | 18 | 7  | 9  | 85 | 50 | 35   |
| 04.º | Sarmiento (J)        | 42   | 34 | 17 | 8  | 9  | 79 | 53 | 26   |
| 05.º | Quilmes              | 39   | 34 | 15 | 9  | 10 | 75 | 53 | 22   |
| 06.º | Argentinos Juniors   | 39   | 34 | 17 | 5  | 12 | 69 | 60 | 9    |
| 07.º | Colón                | 39   | 34 | 15 | 9  | 10 | 66 | 63 | 3    |
| 08.º | Dock Sud             | 36   | 34 | 13 | 10 | 11 | 73 | 62 | 11   |
| 09.º | Nueva Chicago        | 34   | 34 | 14 | 6  | 14 | 55 | 62 | −7   |
| 10.º | Los Andes            | 32   | 34 | 13 | 6  | 15 | 69 | 78 | −9   |
| 11.º | Argentino de Quilmes | 31   | 34 | 12 | 7  | 15 | 50 | 72 | −22  |
| 12.º | Talleres (RE)        | 30   | 34 | 12 | 6  | 16 | 70 | 81 | −11  |
| 13.º | Excursionistas       | 28   | 34 | 11 | 6  | 17 | 51 | 63 | −12  |
| 14.º | All Boys             | 26   | 34 | 9  | 8  | 17 | 65 | 80 | −15  |
| 15.º | Central Córdoba (R)  | 26   | 34 | 8  | 10 | 16 | 45 | 66 | −21  |
| 16.º | Almagro              | 26   | 34 | 10 | 6  | 18 | 64 | 97 | −33  |
| 17.º | Temperley            | 24   | 34 | 9  | 6  | 19 | 61 | 85 | −24  |
| 18.º | Tiro Federal         | 21   | 34 | 4  | 13 | 17 | 45 | 73 | −28  |

|  | Campeón. Ascendió a la Primera División.   |
|  | Relegado. Descendió a la Tercera División. |

|  |

## Resultados
Primera Rueda
| Fecha 1              | Fecha 1   | Fecha 1             | Fecha 1              | Fecha 1    | Fecha 1 |
| Local                | Resultado | Visitante           | Estadio              | Fecha      |         |
| -------------------- | --------- | ------------------- | -------------------- | ---------- | ------- |
| Temperley            | 1 - 2     | Almagro             | Temperley            | 4 de abril |         |
| All Boys             | 4 - 4     | Tigre               | All Boys             | 4 de abril |         |
| Argentino de Quilmes | 2 - 1     | Central Córdoba (R) | Argentino de Quilmes | 4 de abril |         |
| Sportivo Dock Sud    | 3 - 2     | Sarmiento           | Sportivo Dock Sud    | 4 de abril |         |
| Nueva Chicago        | 4 - 3     | Talleres (RdE)      | Nueva Chicago        | 4 de abril |         |
| Tiro Federal         | 1 - 1     | Quilmes             | Tiro Federal         | 4 de abril |         |
| Excursionistas       | 1 - 3     | Argentinos Juniors  | Excursionistas       | 4 de abril |         |
| Atlanta              | 3 - 0     | Los Andes           | Atlanta              | 4 de abril |         |
| Colón                | 1 - 2     | Unión               | Colón                | 5 de abril |         |

| Fecha 2             | Fecha 2   | Fecha 2              | Fecha 2             | Fecha 2     | Fecha 2 |
| Local               | Resultado | Visitante            | Estadio             | Fecha       |         |
| ------------------- | --------- | -------------------- | ------------------- | ----------- | ------- |
| Atlanta             | 4 - 0     | Temperley            | Ferro Carril Oeste  | 11 de abril |         |
| Los Andes           | 1 - 0     | Excursionistas       | Los Andes           | 11 de abril |         |
| Argentinos Juniors  | 3 - 1     | Tiro Federal         | Argentinos Juniors  | 11 de abril |         |
| Quilmes             | 0 - 1     | Nueva Chicago        | Quilmes             | 11 de abril |         |
| Talleres (RdE)      | 2 - 3     | Colón                | Talleres (RdE)      | 11 de abril |         |
| Central Córdoba (R) | 3 - 0     | All Boys             | Central Córdoba (R) | 11 de abril |         |
| Tigre               | 2 - 0     | Almagro              | Tigre               | 11 de abril |         |
| Unión               | 2 - 3     | Sportivo Dock Sud    | Unión               | 12 de abril |         |
| Sarmiento           | 4 - 1     | Argentino de Quilmes | Sarmiento           | 12 de abril |         |

| Fecha 3              | Fecha 3   | Fecha 3             | Fecha 3              | Fecha 3     | Fecha 3 |
| Local                | Resultado | Visitante           | Estadio              | Fecha       |         |
| -------------------- | --------- | ------------------- | -------------------- | ----------- | ------- |
| Temperley            | 2 - 3     | Tigre               | Temperley            | 18 de abril |         |
| Almagro              | 1 - 0     | Central Córdoba (R) | Ferro Carril Oeste   | 18 de abril |         |
| All Boys             | 2 - 2     | Sarmiento           | All Boys             | 18 de abril |         |
| Argentino de Quilmes | 3 - 2     | Unión               | Argentino de Quilmes | 18 de abril |         |
| Sportivo Dock Sud    | 3 - 3     | Talleres (RdE)      | Sportivo Dock Sud    | 18 de abril |         |
| Nueva Chicago        | 0 - 4     | Argentinos Juniors  | Nueva Chicago        | 18 de abril |         |
| Tiro Federal         | 0 - 1     | Los Andes           | Tiro Federal         | 18 de abril |         |
| Excursionistas       | 2 - 3     | Atlanta             | Excursionistas       | 18 de abril |         |
| Colón                | 1 - 1     | Quilmes             | Colón                | 19 de abril |         |

| Fecha 4             | Fecha 4   | Fecha 4              | Fecha 4             | Fecha 4     | Fecha 4 |
| Local               | Resultado | Visitante            | Estadio             | Fecha       |         |
| ------------------- | --------- | -------------------- | ------------------- | ----------- | ------- |
| Excursionistas      | 2 - 2     | Temperley            | Excursionistas      | 25 de abril |         |
| Atlanta             | 1 - 2     | Tiro Federal         | Atlanta             | 25 de abril |         |
| Los Andes           | 1 - 3     | Nueva Chicago        | Los Andes           | 25 de abril |         |
| Argentinos Juniors  | 3 - 0     | Colón                | Argentinos Juniors  | 25 de abril |         |
| Quilmes             | 1 - 1     | Sportivo Dock Sud    | Quilmes             | 25 de abril |         |
| Talleres (RdE)      | 1 - 2     | Argentino de Quilmes | Talleres (RdE)      | 25 de abril |         |
| Central Córdoba (R) | 2 - 2     | Tigre                | Central Córdoba (R) | 25 de abril |         |
| Unión               | 2 - 1     | All Boys             | Unión               | 26 de abril |         |
| Sarmiento           | 2 - 2     | Almagro              | Sarmiento           | 26 de abril |         |

| Fecha 5              | Fecha 5   | Fecha 5             | Fecha 5              | Fecha 5   | Fecha 5 |
| Local                | Resultado | Visitante           | Estadio              | Fecha     |         |
| -------------------- | --------- | ------------------- | -------------------- | --------- | ------- |
| Temperley            | 3 - 1     | Central Córdoba (R) | Temperley            | 2 de mayo |         |
| Tigre                | 5 - 2     | Sarmiento           | Tigre                | 2 de mayo |         |
| Almagro              | 1 - 6     | Unión               | Ferro Carril Oeste   | 2 de mayo |         |
| All Boys             | 3 - 4     | Talleres (RdE)      | All Boys             | 2 de mayo |         |
| Argentino de Quilmes | 4 - 3     | Quilmes             | Argentino de Quilmes | 2 de mayo |         |
| Sportivo Dock Sud    | 1 - 3     | Argentinos Juniors  | Sportivo Dock Sud    | 2 de mayo |         |
| Nueva Chicago        | 1 - 0     | Atlanta             | Nueva Chicago        | 2 de mayo |         |
| Tiro Federal         | 5 - 3     | Excursionistas      | Tiro Federal         | 2 de mayo |         |
| Colón                | 3 - 2     | Los Andes           | Colón                | 3 de mayo |         |

| Fecha 6            | Fecha 6   | Fecha 6              | Fecha 6            | Fecha 6    | Fecha 6 |
| Local              | Resultado | Visitante            | Estadio            | Fecha      |         |
| ------------------ | --------- | -------------------- | ------------------ | ---------- | ------- |
| Tiro Federal       | 1 - 1     | Temperley            | Tiro Federal       | 10 de mayo |         |
| Excursionistas     | 1 - 1     | Nueva Chicago        | Excursionistas     | 10 de mayo |         |
| Atlanta            | 3 - 0     | Colón                | Atlanta            | 10 de mayo |         |
| Los Andes          | 2 - 2     | Sportivo Dock Sud    | Los Andes          | 10 de mayo |         |
| Argentinos Juniors | 3 - 0     | Argentino de Quilmes | Ferro Carril Oeste | 10 de mayo |         |
| Quilmes            | 3 - 2     | All Boys             | Quilmes            | 10 de mayo |         |
| Talleres (RdE)     | 1 - 3     | Almagro              | Boca Juniors       | 10 de mayo |         |
| Unión              | 1 - 2     | Tigre                | Unión              | 10 de mayo |         |
| Sarmiento          | 4 - 1     | Central Córdoba (R)  | Sarmiento          | 10 de mayo |         |

| Fecha 7              | Fecha 7   | Fecha 7            | Fecha 7              | Fecha 7    | Fecha 7 |
| Local                | Resultado | Visitante          | Estadio              | Fecha      |         |
| -------------------- | --------- | ------------------ | -------------------- | ---------- | ------- |
| Temperley            | 3 - 2     | Sarmiento          | Temperley            | 16 de mayo |         |
| Tigre                | 3 - 0     | Talleres (RdE)     | Tigre                | 16 de mayo |         |
| Almagro              | 3 - 2     | Quilmes            | Ferro Carril Oeste   | 16 de mayo |         |
| All Boys             | 0 - 0     | Argentinos Juniors | All Boys             | 16 de mayo |         |
| Argentino de Quilmes | 2 - 1     | Los Andes          | Argentino de Quilmes | 16 de mayo |         |
| Sportivo Dock Sud    | 2 - 0     | Atlanta            | Sportivo Dock Sud    | 16 de mayo |         |
| Nueva Chicago        | 1 - 0     | Tiro Federal       | Nueva Chicago        | 16 de mayo |         |
| Central Córdoba (R)  | 0 - 4     | Unión              | Central Córdoba (R)  | 17 de mayo |         |
| Colón                | 3 - 2     | Excursionistas     | Colón                | 17 de mayo |         |

| Fecha 8            | Fecha 8   | Fecha 8              | Fecha 8            | Fecha 8    | Fecha 8 |
| Local              | Resultado | Visitante            | Estadio            | Fecha      |         |
| ------------------ | --------- | -------------------- | ------------------ | ---------- | ------- |
| Nueva Chicago      | 3 - 1     | Temperley            | Nueva Chicago      | 23 de mayo |         |
| Tiro Federal       | 1 - 2     | Colón                | Tiro Federal       | 23 de mayo |         |
| Excursionistas     | 1 - 0     | Sportivo Dock Sud    | Excursionistas     | 23 de mayo |         |
| Atlanta            | 3 - 2     | Argentino de Quilmes | Atlanta            | 23 de mayo |         |
| Los Andes          | 6 - 2     | All Boys             | Los Andes          | 23 de mayo |         |
| Argentinos Juniors | 3 - 1     | Almagro              | Argentinos Juniors | 23 de mayo |         |
| Quilmes            | 3 - 5     | Tigre                | Quilmes            | 23 de mayo |         |
| Talleres (RdE)     | 2 - 0     | Central Córdoba (R)  | Talleres (RdE)     | 23 de mayo |         |
| Unión              | 0 - 4     | Sarmiento            | Unión              | 24 de mayo |         |

| Fecha 9              | Fecha 9   | Fecha 9            | Fecha 9              | Fecha 9    | Fecha 9 |
| Local                | Resultado | Visitante          | Estadio              | Fecha      |         |
| -------------------- | --------- | ------------------ | -------------------- | ---------- | ------- |
| Temperley            | 1 - 1     | Unión              | Temperley            | 30 de mayo |         |
| Central Córdoba (R)  | 2 - 3     | Quilmes            | Central Córdoba (R)  | 30 de mayo |         |
| Tigre                | 4 - 1     | Argentinos Juniors | Tigre                | 30 de mayo |         |
| Almagro              | 3 - 3     | Los Andes          | Ferro Carril Oeste   | 30 de mayo |         |
| All Boys             | 1 - 2     | Atlanta            | All Boys             | 30 de mayo |         |
| Argentino de Quilmes | 2 - 1     | Excursionistas     | Argentino de Quilmes | 30 de mayo |         |
| Sportivo Dock Sud    | 4 - 1     | Tiro Federal       | Sportivo Dock Sud    | 30 de mayo |         |
| Colón                | 2 - 1     | Nueva Chicago      | Colón                | 31 de mayo |         |
| Sarmiento            | 6 - 3     | Talleres (RdE)     | Sarmiento            | 31 de mayo |         |

| Fecha 10           | Fecha 10  | Fecha 10             | Fecha 10           | Fecha 10   | Fecha 10 |
| Local              | Resultado | Visitante            | Estadio            | Fecha      |          |
| ------------------ | --------- | -------------------- | ------------------ | ---------- | -------- |
| Nueva Chicago      | 2 - 0     | Sportivo Dock Sud    | Nueva Chicago      | 6 de junio |          |
| Tiro Federal       | 1 - 2     | Argentino de Quilmes | Tiro Federal       | 6 de junio |          |
| Excursionistas     | 2 - 0     | All Boys             | Excursionistas     | 6 de junio |          |
| Atlanta            | 3 - 5     | Almagro              | Atlanta            | 6 de junio |          |
| Los Andes          | 2 - 0     | Tigre                | Los Andes          | 6 de junio |          |
| Argentinos Juniors | 2 - 0     | Central Córdoba (R)  | Argentinos Juniors | 6 de junio |          |
| Quilmes            | 2 - 2     | Sarmiento            | Quilmes            | 6 de junio |          |
| Talleres (RdE)     | 1 - 8     | Unión                | Talleres (RdE)     | 6 de junio |          |
| Colón              | 3 - 1     | Temperley            | Colón              | 7 de junio |          |

| Fecha 11             | Fecha 11  | Fecha 11           | Fecha 11             | Fecha 11    | Fecha 11 |
| Local                | Resultado | Visitante          | Estadio              | Fecha       |          |
| -------------------- | --------- | ------------------ | -------------------- | ----------- | -------- |
| Temperley            | 3 - 1     | Talleres (RdE)     | Temperley            | 13 de junio |          |
| Central Córdoba (R)  | 1 - 0     | Los Andes          | Central Córdoba (R)  | 13 de junio |          |
| Tigre                | 3 - 0     | Atlanta            | Tigre                | 13 de junio |          |
| Almagro              | 0 - 2     | Excursionistas     | Ferro Carril Oeste   | 13 de junio |          |
| All Boys             | 6 - 1     | Tiro Federal       | All Boys             | 13 de junio |          |
| Argentino de Quilmes | 3 - 0     | Nueva Chicago      | Argentino de Quilmes | 13 de junio |          |
| Sportivo Dock Sud    | 1 - 1     | Colón              | Sportivo Dock Sud    | 13 de junio |          |
| Unión                | 3 - 0     | Quilmes            | Unión                | 14 de junio |          |
| Sarmiento            | 3 - 2     | Argentinos Juniors | Sarmiento            | 14 de junio |          |

| Fecha 12           | Fecha 12  | Fecha 12             | Fecha 12           | Fecha 12    | Fecha 12 |
| Local              | Resultado | Visitante            | Estadio            | Fecha       |          |
| ------------------ | --------- | -------------------- | ------------------ | ----------- | -------- |
| Sportivo Dock Sud  | 3 - 2     | Temperley            | Sportivo Dock Sud  | 20 de junio |          |
| Nueva Chicago      | 2 - 0     | All Boys             | Nueva Chicago      | 20 de junio |          |
| Tiro Federal       | 2 - 5     | Almagro              | Tiro Federal       | 20 de junio |          |
| Excursionistas     | 1 - 2     | Tigre                | Excursionistas     | 20 de junio |          |
| Atlanta            | 1 - 0     | Central Córdoba (R)  | Atlanta            | 20 de junio |          |
| Los Andes          | 2 - 2     | Sarmiento            | Los Andes          | 20 de junio |          |
| Argentinos Juniors | 0 - 1     | Unión                | Argentinos Juniors | 20 de junio |          |
| Quilmes            | 5 - 1     | Talleres (RdE)       | Quilmes            | 20 de junio |          |
| Colón              | 1 - 0     | Argentino de Quilmes | Colón              | 21 de junio |          |

| Fecha 13             | Fecha 13  | Fecha 13           | Fecha 13             | Fecha 13    | Fecha 13 |
| Local                | Resultado | Visitante          | Estadio              | Fecha       |          |
| -------------------- | --------- | ------------------ | -------------------- | ----------- | -------- |
| Temperley            | 3 - 5     | Quilmes            | Temperley            | 27 de junio |          |
| Talleres (RdE)       | 3 - 1     | Argentinos Juniors | Talleres (RdE)       | 27 de junio |          |
| Central Córdoba (R)  | 0 - 0     | Excursionistas     | Central Córdoba (R)  | 27 de junio |          |
| Tigre                | 2 - 1     | Tiro Federal       | Tigre                | 27 de junio |          |
| Almagro              | 2 - 2     | Nueva Chicago      | Ferro Carril Oeste   | 27 de junio |          |
| All Boys             | 5 - 1     | Colón              | All Boys             | 27 de junio |          |
| Argentino de Quilmes | 1 - 0     | Sportivo Dock Sud  | Argentino de Quilmes | 27 de junio |          |
| Unión                | 4 - 3     | Los Andes          | Unión                | 28 de junio |          |
| Sarmiento            | 0 - 1     | Atlanta            | Sarmiento            | 28 de junio |          |

| Fecha 14             | Fecha 14  | Fecha 14            | Fecha 14             | Fecha 14   | Fecha 14 |
| Local                | Resultado | Visitante           | Estadio              | Fecha      |          |
| -------------------- | --------- | ------------------- | -------------------- | ---------- | -------- |
| Argentino de Quilmes | 1 - 1     | Temperley           | Argentino de Quilmes | 4 de julio |          |
| Sportivo Dock Sud    | 2 - 0     | All Boys            | Sportivo Dock Sud    | 4 de julio |          |
| Nueva Chicago        | 3 - 2     | Tigre               | Nueva Chicago        | 4 de julio |          |
| Tiro Federal         | 2 - 2     | Central Córdoba (R) | Tiro Federal         | 4 de julio |          |
| Excursionistas       | 3 - 2     | Sarmiento           | Excursionistas       | 4 de julio |          |
| Atlanta              | 1 - 1     | Unión               | Atlanta              | 4 de julio |          |
| Los Andes            | 2 - 5     | Talleres (RdE)      | Los Andes            | 4 de julio |          |
| Argentinos Juniors   | 0 - 0     | Quilmes             | Argentinos Juniors   | 4 de julio |          |
| Colón                | 4 - 2     | Almagro             | Colón                | 5 de julio |          |

| Fecha 15            | Fecha 15  | Fecha 15             | Fecha 15            | Fecha 15    | Fecha 15 |
| Local               | Resultado | Visitante            | Estadio             | Fecha       |          |
| ------------------- | --------- | -------------------- | ------------------- | ----------- | -------- |
| Temperley           | 3 - 1     | Argentinos Juniors   | Temperley           | 12 de julio |          |
| Quilmes             | 3 - 0     | Los Andes            | Quilmes             | 12 de julio |          |
| Talleres (RdE)      | 0 - 1     | Atlanta              | Talleres (RdE)      | 12 de julio |          |
| Unión               | 3 - 2     | Excursionistas       | Unión               | 12 de julio |          |
| Sarmiento           | 3 - 0     | Tiro Federal         | Sarmiento           | 12 de julio |          |
| Central Córdoba (R) | 3 - 2     | Nueva Chicago        | Central Córdoba (R) | 12 de julio |          |
| Tigre               | 4 - 0     | Colón                | Tigre               | 12 de julio |          |
| Almagro             | 1 - 3     | Sportivo Dock Sud    | Ferro Carril Oeste  | 12 de julio |          |
| All Boys            | 2 - 2     | Argentino de Quilmes | All Boys            | 12 de julio |          |

| Fecha 16             | Fecha 16  | Fecha 16            | Fecha 16             | Fecha 16    | Fecha 16 |
| Local                | Resultado | Visitante           | Estadio              | Fecha       |          |
| -------------------- | --------- | ------------------- | -------------------- | ----------- | -------- |
| All Boys             | 3 - 1     | Temperley           | All Boys             | 18 de julio |          |
| Argentino de Quilmes | 3 - 1     | Almagro             | Argentino de Quilmes | 18 de julio |          |
| Sportivo Dock Sud    | 2 - 1     | Tigre               | Sportivo Dock Sud    | 18 de julio |          |
| Nueva Chicago        | 2 - 1     | Sarmiento           | Nueva Chicago        | 18 de julio |          |
| Excursionistas       | 2 - 1     | Talleres (RdE)      | Excursionistas       | 18 de julio |          |
| Atlanta              | 1 - 2     | Quilmes             | Atlanta              | 18 de julio |          |
| Los Andes            | 2 - 0     | Argentinos Juniors  | Los Andes            | 18 de julio |          |
| Colón                | 4 - 1     | Central Córdoba (R) | Colón                | 19 de julio |          |
| Tiro Federal         | 2 - 4     | Unión               | Tiro Federal         | 19 de julio |          |

| Fecha 17            | Fecha 17  | Fecha 17             | Fecha 17            | Fecha 17    | Fecha 17 |
| Local               | Resultado | Visitante            | Estadio             | Fecha       |          |
| ------------------- | --------- | -------------------- | ------------------- | ----------- | -------- |
| Temperley           | 1 - 3     | Los Andes            | Temperley           | 1 de agosto |          |
| Argentinos Juniors  | 0 - 0     | Atlanta              | Argentinos Juniors  | 1 de agosto |          |
| Quilmes             | 2 - 0     | Excursionistas       | Quilmes             | 1 de agosto |          |
| Talleres (RdE)      | 1 - 1     | Tiro Federal         | Talleres (RdE)      | 1 de agosto |          |
| Central Córdoba (R) | 1 - 1     | Sportivo Dock Sud    | Central Córdoba (R) | 1 de agosto |          |
| Tigre               | 2 - 2     | Argentino de Quilmes | Tigre               | 1 de agosto |          |
| Almagro             | 2 - 2     | All Boys             | Ferro Carril Oeste  | 1 de agosto |          |
| Unión               | 3 - 0     | Nueva Chicago        | Unión               | 2 de agosto |          |
| Sarmiento           | 1 - 1     | Colón                | Sarmiento           | 2 de agosto |          |

Segunda Rueda
| Fecha 18            | Fecha 18  | Fecha 18             | Fecha 18            | Fecha 18    | Fecha 18 |
| Local               | Resultado | Visitante            | Estadio             | Fecha       |          |
| ------------------- | --------- | -------------------- | ------------------- | ----------- | -------- |
| Almagro             | 5 - 3     | Temperley            | Ferro Carril Oeste  | 8 de agosto |          |
| Tigre               | 5 - 1     | All Boys             | Tigre               | 8 de agosto |          |
| Central Córdoba (R) | 1 - 1     | Argentino de Quilmes | Central Córdoba (R) | 8 de agosto |          |
| Talleres (RdE)      | 2 - 1     | Nueva Chicago        | Talleres (RdE)      | 8 de agosto |          |
| Quilmes             | 2 - 2     | Tiro Federal         | Quilmes             | 8 de agosto |          |
| Argentinos Juniors  | 2 - 1     | Excursionistas       | Argentinos Juniors  | 8 de agosto |          |
| Los Andes           | 3 - 2     | Atlanta              | Los Andes           | 8 de agosto |          |
| Sarmiento           | 0 - 0     | Sportivo Dock Sud    | Sarmiento           | 9 de agosto |          |
| Unión               | 1 - 2     | Colón                | Unión               | 9 de agosto |          |

| Fecha 19             | Fecha 19  | Fecha 19            | Fecha 19             | Fecha 19     | Fecha 19 |
| Local                | Resultado | Visitante           | Estadio              | Fecha        |          |
| -------------------- | --------- | ------------------- | -------------------- | ------------ | -------- |
| Temperley            | 2 - 2     | Atlanta             | Temperley            | 15 de agosto |          |
| Excursionistas       | 1 - 2     | Los Andes           | Excursionistas       | 15 de agosto |          |
| Tiro Federal         | 1 - 1     | Argentinos Juniors  | Tiro Federal         | 15 de agosto |          |
| Nueva Chicago        | 1 - 1     | Quilmes             | Nueva Chicago        | 15 de agosto |          |
| Sportivo Dock Sud    | 1 - 1     | Unión               | Sportivo Dock Sud    | 15 de agosto |          |
| Argentino de Quilmes | 0 - 2     | Sarmiento           | Argentino de Quilmes | 15 de agosto |          |
| All Boys             | 2 - 2     | Central Córdoba (R) | All Boys             | 15 de agosto |          |
| Almagro              | 3 - 5     | Tigre               | Ferro Carril Oeste   | 15 de agosto |          |
| Colón                | 1 - 2     | Talleres (RdE)      | Colón                | 16 de agosto |          |

| Fecha 20            | Fecha 20  | Fecha 20             | Fecha 20            | Fecha 20     | Fecha 20 |
| Local               | Resultado | Visitante            | Estadio             | Fecha        |          |
| ------------------- | --------- | -------------------- | ------------------- | ------------ | -------- |
| Tigre               | 4 - 0     | Temperley            | Tigre               | 22 de agosto |          |
| Central Córdoba (R) | 1 - 0     | Almagro              | Central Córdoba (R) | 22 de agosto |          |
| Talleres (RdE)      | 2 - 2     | Sportivo Dock Sud    | Talleres (RdE)      | 22 de agosto |          |
| Quilmes             | 3 - 3     | Colón                | Quilmes             | 22 de agosto |          |
| Argentinos Juniors  | 2 - 0     | Nueva Chicago        | Argentinos Juniors  | 22 de agosto |          |
| Los Andes           | 3 - 3     | Tiro Federal         | Los Andes           | 22 de agosto |          |
| Atlanta             | 5 - 1     | Excursionistas       | Atlanta             | 22 de agosto |          |
| Sarmiento           | 4 - 1     | All Boys             | Sarmiento           | 23 de agosto |          |
| Unión               | 3 - 0     | Argentino de Quilmes | Unión               | 23 de agosto |          |

| Fecha 21             | Fecha 21  | Fecha 21            | Fecha 21             | Fecha 21     | Fecha 21 |
| Local                | Resultado | Visitante           | Estadio              | Fecha        |          |
| -------------------- | --------- | ------------------- | -------------------- | ------------ | -------- |
| Temperley            | 1 - 2     | Excursionistas      | Temperley            | 29 de agosto |          |
| Tiro Federal         | 2 - 2     | Atlanta             | Tiro Federal         | 29 de agosto |          |
| Nueva Chicago        | 0 - 1     | Los Andes           | Nueva Chicago        | 29 de agosto |          |
| Sportivo Dock Sud    | 2 - 2     | Quilmes             | Sportivo Dock Sud    | 29 de agosto |          |
| Argentino de Quilmes | 4 - 0     | Talleres (RdE)      | Argentino de Quilmes | 29 de agosto |          |
| All Boys             | 1 - 3     | Unión               | All Boys             | 29 de agosto |          |
| Almagro              | 1 - 4     | Sarmiento           | Ferro Carril Oeste   | 29 de agosto |          |
| Tigre                | 2 - 0     | Central Córdoba (R) | Tigre                | 29 de agosto |          |
| Colón                | 2 - 1     | Argentinos Juniors  | Colón                | 30 de agosto |          |

| Fecha 22            | Fecha 22  | Fecha 22             | Fecha 22            | Fecha 22        | Fecha 22 |
| Local               | Resultado | Visitante            | Estadio             | Fecha           |          |
| ------------------- | --------- | -------------------- | ------------------- | --------------- | -------- |
| Central Córdoba (R) | 4 - 2     | Temperley            | Central Córdoba (R) | 5 de septiembre |          |
| Talleres (RdE)      | 4 - 0     | All Boys             | Talleres (RdE)      | 5 de septiembre |          |
| Los Andes           | 2 - 2     | Colón                | Los Andes           | 5 de septiembre |          |
| Excursionistas      | 3 - 1     | Tiro Federal         | Excursionistas      | 5 de septiembre |          |
| Sarmiento           | 0 - 0     | Tigre                | Sarmiento           | 6 de septiembre |          |
| Unión               | 7 - 0     | Almagro              | Unión               | 6 de septiembre |          |
| Quilmes             | 5 - 1     | Argentino de Quilmes | Quilmes             | 9 de septiembre |          |
| Argentinos Juniors  | 4 - 3     | Sportivo Dock Sud    | Argentinos Juniors  | 9 de septiembre |          |
| Atlanta             | 4 - 2     | Nueva Chicago        | Atlanta             | 9 de septiembre |          |

| Fecha 23             | Fecha 23  | Fecha 23           | Fecha 23            | Fecha 23         | Fecha 23 |
| Local                | Resultado | Visitante          | Estadio             | Fecha            |          |
| -------------------- | --------- | ------------------ | ------------------- | ---------------- | -------- |
| Temperley            | 2 - 2     | Tiro Federal       | Temperley           | 12 de septiembre |          |
| Nueva Chicago        | 2 - 1     | Excursionistas     | Nueva Chicago       | 12 de septiembre |          |
| Sportivo Dock Sud    | 5 - 0     | Los Andes          | Sportivo Dock Sud   | 12 de septiembre |          |
| Argentino de Quilmes | 2 - 4     | Argentinos Juniors | Atlanta             | 12 de septiembre |          |
| All Boys             | 3 - 1     | Quilmes            | All Boys            | 12 de septiembre |          |
| Almagro              | 1 - 0     | Talleres (RdE)     | Ferro Carril Oeste  | 12 de septiembre |          |
| Tigre                | 1 - 0     | Unión              | Tigre               | 12 de septiembre |          |
| Central Córdoba (R)  | 1 - 0     | Sarmiento          | Central Córdoba (R) | 12 de septiembre |          |
| Colón                | 1 - 3     | Atlanta            | Colón               | 13 de septiembre |          |

| Fecha 24           | Fecha 24  | Fecha 24             | Fecha 24           | Fecha 24         | Fecha 24 |
| Local              | Resultado | Visitante            | Estadio            | Fecha            |          |
| ------------------ | --------- | -------------------- | ------------------ | ---------------- | -------- |
| Talleres (RdE)     | 6 - 3     | Tigre                | Talleres (RdE)     | 19 de septiembre |          |
| Quilmes            | 3 - 0     | Almagro              | Quilmes            | 19 de septiembre |          |
| Argentinos Juniors | 3 - 2     | All Boys             | Argentinos Juniors | 19 de septiembre |          |
| Los Andes          | 5 - 0     | Argentino de Quilmes | Los Andes          | 19 de septiembre |          |
| Atlanta            | 5 - 3     | Sportivo Dock Sud    | Ferro Carril Oeste | 19 de septiembre |          |
| Excursionistas     | 4 - 0     | Colón                | Excursionistas     | 19 de septiembre |          |
| Tiro Federal       | 0 - 0     | Nueva Chicago        | Tiro Federal       | 19 de septiembre |          |
| Sarmiento          | 2 - 1     | Temperley            | Sarmiento          | 20 de septiembre |          |
| Unión              | 1 - 1     | Central Córdoba (R)  | Unión              | 20 de septiembre |          |

| Fecha 25             | Fecha 25  | Fecha 25           | Fecha 25             | Fecha 25         | Fecha 25 |
| Local                | Resultado | Visitante          | Estadio              | Fecha            |          |
| -------------------- | --------- | ------------------ | -------------------- | ---------------- | -------- |
| Temperley            | 2 - 1     | Nueva Chicago      | Temperley            | 26 de septiembre |          |
| Sportivo Dock Sud    | 3 - 2     | Excursionistas     | Sportivo Dock Sud    | 26 de septiembre |          |
| Argentino de Quilmes | 0 - 3     | Atlanta            | Argentino de Quilmes | 26 de septiembre |          |
| All Boys             | 3 - 1     | Los Andes          | All Boys             | 26 de septiembre |          |
| Almagro              | 8 - 4     | Argentinos Juniors | Ferro Carril Oeste   | 26 de septiembre |          |
| Tigre                | 1 - 0     | Quilmes            | Tigre                | 26 de septiembre |          |
| Central Córdoba (R)  | 0 - 2     | Talleres (RdE)     | Central Córdoba (R)  | 26 de septiembre |          |
| Colón                | 3 - 1     | Tiro Federal       | Colón                | 27 de septiembre |          |
| Sarmiento            | 2 - 1     | Unión              | Sarmiento            | 27 de septiembre |          |

| Fecha 26           | Fecha 26  | Fecha 26             | Fecha 26           | Fecha 26     | Fecha 26 |
| Local              | Resultado | Visitante            | Estadio            | Fecha        |          |
| ------------------ | --------- | -------------------- | ------------------ | ------------ | -------- |
| Talleres (RdE)     | 2 - 5     | Sarmiento            | Talleres (RdE)     | 3 de octubre |          |
| Quilmes            | 4 - 0     | Central Córdoba (R)  | Quilmes            | 3 de octubre |          |
| Argentinos Juniors | 2 - 1     | Tigre                | Argentinos Juniors | 3 de octubre |          |
| Los Andes          | 2 - 2     | Almagro              | Los Andes          | 3 de octubre |          |
| Atlanta            | 2 - 1     | All Boys             | Ferro Carril Oeste | 3 de octubre |          |
| Excursionistas     | 3 - 0     | Argentino de Quilmes | Excursionistas     | 3 de octubre |          |
| Tiro Federal       | 2 - 1     | Sportivo Dock Sud    | Tiro Federal       | 3 de octubre |          |
| Nueva Chicago      | 2 - 1     | Colón                | Nueva Chicago      | 3 de octubre |          |
| Unión              | 7 - 2     | Temperley            | Unión              | 4 de octubre |          |

| Fecha 27             | Fecha 27  | Fecha 27           | Fecha 27             | Fecha 27      | Fecha 27 |
| Local                | Resultado | Visitante          | Estadio              | Fecha         |          |
| -------------------- | --------- | ------------------ | -------------------- | ------------- | -------- |
| Temperley            | 4 - 3     | Colón              | Temperley            | 10 de octubre |          |
| Sportivo Dock Sud    | 5 - 3     | Nueva Chicago      | Sportivo Dock Sud    | 10 de octubre |          |
| Argentino de Quilmes | 1 - 1     | Tiro Federal       | Argentino de Quilmes | 10 de octubre |          |
| All Boys             | 1 - 1     | Excursionistas     | All Boys             | 10 de octubre |          |
| Almagro              | 0 - 5     | Atlanta            | Ferro Carril Oeste   | 10 de octubre |          |
| Tigre                | 3 - 0     | Los Andes          | Tigre                | 10 de octubre |          |
| Central Córdoba (R)  | 1 - 1     | Argentinos Juniors | Central Córdoba (R)  | 10 de octubre |          |
| Sarmiento            | 1 - 0     | Quilmes            | Sarmiento            | 11 de octubre |          |
| Unión                | 2 - 2     | Talleres (RdE)     | Unión                | 11 de octubre |          |

| Fecha 28           | Fecha 28  | Fecha 28             | Fecha 28           | Fecha 28      | Fecha 28 |
| Local              | Resultado | Visitante            | Estadio            | Fecha         |          |
| ------------------ | --------- | -------------------- | ------------------ | ------------- | -------- |
| Colón              | 2 - 2     | Sportivo Dock Sud    | Colón              | 25 de octubre |          |
| Talleres (RdE)     | 3 - 2     | Temperley            | Talleres (RdE)     | 31 de octubre |          |
| Quilmes            | 5 - 1     | Unión                | Quilmes            | 31 de octubre |          |
| Argentinos Juniors | 3 - 2     | Sarmiento            | Argentinos Juniors | 31 de octubre |          |
| Los Andes          | 3 - 4     | Central Córdoba (R)  | Los Andes          | 31 de octubre |          |
| Atlanta            | 0 - 0     | Tigre                | Ferro Carril Oeste | 31 de octubre |          |
| Excursionistas     | 4 - 2     | Almagro              | Excursionistas     | 31 de octubre |          |
| Tiro Federal       | 2 - 3     | All Boys             | Tiro Federal       | 31 de octubre |          |
| Nueva Chicago      | 4 - 1     | Argentino de Quilmes | Nueva Chicago      | 31 de octubre |          |

| Fecha 29             | Fecha 29  | Fecha 29           | Fecha 29             | Fecha 29       | Fecha 29 |
| Local                | Resultado | Visitante          | Estadio              | Fecha          |          |
| -------------------- | --------- | ------------------ | -------------------- | -------------- | -------- |
| Temperley            | 2 - 1     | Sportivo Dock Sud  | Temperley            | 7 de noviembre |          |
| Argentino de Quilmes | 1 - 2     | Colón              | Argentino de Quilmes | 7 de noviembre |          |
| All Boys             | 4 - 2     | Nueva Chicago      | All Boys             | 7 de noviembre |          |
| Almagro              | 1 - 3     | Tiro Federal       | Ferro Carril Oeste   | 7 de noviembre |          |
| Tigre                | 5 - 0     | Excursionistas     | Tigre                | 7 de noviembre |          |
| Central Córdoba (R)  | 1 - 4     | Atlanta            | Central Córdoba (R)  | 7 de noviembre |          |
| Talleres (RdE)       | 1 - 3     | Quilmes            | Talleres (RdE)       | 7 de noviembre |          |
| Sarmiento            | 3 - 1     | Los Andes          | Sarmiento            | 8 de noviembre |          |
| Unión                | 4 - 2     | Argentinos Juniors | Unión                | 8 de noviembre |          |

| Fecha 30           | Fecha 30  | Fecha 30             | Fecha 30           | Fecha 30        | Fecha 30 |
| Local              | Resultado | Visitante            | Estadio            | Fecha           |          |
| ------------------ | --------- | -------------------- | ------------------ | --------------- | -------- |
| Quilmes            | 1 - 0     | Temperley            | Quilmes            | 14 de noviembre |          |
| Argentinos Juniors | 0 - 3     | Talleres (RdE)       | Argentinos Juniors | 14 de noviembre |          |
| Los Andes          | 3 - 2     | Unión                | Los Andes          | 14 de noviembre |          |
| Atlanta            | 6 - 2     | Sarmiento            | Ferro Carril Oeste | 14 de noviembre |          |
| Excursionistas     | 0 - 4     | Central Córdoba (R)  | Excursionistas     | 14 de noviembre |          |
| Tiro Federal       | 1 - 1     | Tigre                | Newell's Old Boys  | 14 de noviembre |          |
| Nueva Chicago      | 1 - 1     | Almagro              | Nueva Chicago      | 14 de noviembre |          |
| Sportivo Dock Sud  | 5 - 1     | Argentino de Quilmes | Sportivo Dock Sud  | 14 de noviembre |          |
| Colón              | 4 - 0     | All Boys             | Colón              | 15 de noviembre |          |

| Fecha 31            | Fecha 31  | Fecha 31             | Fecha 31            | Fecha 31        | Fecha 31 |
| Local               | Resultado | Visitante            | Estadio             | Fecha           |          |
| ------------------- | --------- | -------------------- | ------------------- | --------------- | -------- |
| Temperley           | 3 - 0     | Argentino de Quilmes | Temperley           | 21 de noviembre |          |
| All Boys            | 3 - 0     | Sportivo Dock Sud    | All Boys            | 21 de noviembre |          |
| Almagro             | 1 - 6     | Colón                | Atlanta             | 21 de noviembre |          |
| Central Córdoba (R) | 2 - 2     | Tiro Federal         | Central Córdoba (R) | 21 de noviembre |          |
| Talleres (RdE)      | 3 - 4     | Los Andes            | Talleres (RdE)      | 21 de noviembre |          |
| Quilmes             | 3 - 1     | Argentinos Juniors   | Quilmes             | 21 de noviembre |          |
| Tigre               | 5 - 1     | Nueva Chicago        | Tigre               | 22 de noviembre |          |
| Sarmiento           | 3 - 0     | Excursionistas       | Sarmiento           | 22 de noviembre |          |
| Unión               | 1 - 0     | Atlanta              | Unión               | 22 de noviembre |          |

| Fecha 32             | Fecha 32  | Fecha 32            | Fecha 32             | Fecha 32        | Fecha 32 |
| Local                | Resultado | Visitante           | Estadio              | Fecha           |          |
| -------------------- | --------- | ------------------- | -------------------- | --------------- | -------- |
| Argentinos Juniors   | 3 - 1     | Temperley           | Argentinos Juniors   | 28 de noviembre |          |
| Los Andes            | 3 - 5     | Quilmes             | Los Andes            | 28 de noviembre |          |
| Atlanta              | 2 - 2     | Talleres (RdE)      | Ferro Carril Oeste   | 28 de noviembre |          |
| Excursionistas       | 1 - 1     | Unión               | Excursionistas       | 28 de noviembre |          |
| Tiro Federal         | 0 - 2     | Sarmiento           | Rosario Central      | 28 de noviembre |          |
| Nueva Chicago        | 3 - 1     | Central Córdoba (R) | Nueva Chicago        | 28 de noviembre |          |
| Colón                | 1 - 1     | Tigre               | Colón                | 28 de noviembre |          |
| Sportivo Dock Sud    | 1 - 2     | Almagro             | Sportivo Dock Sud    | 28 de noviembre |          |
| Argentino de Quilmes | 2 - 2     | All Boys            | Argentino de Quilmes | 28 de noviembre |          |

| Fecha 33            | Fecha 33  | Fecha 33             | Fecha 33            | Fecha 33       | Fecha 33 |
| Local               | Resultado | Visitante            | Estadio             | Fecha          |          |
| ------------------- | --------- | -------------------- | ------------------- | -------------- | -------- |
| Tigre               | 4 - 3     | Sportivo Dock Sud    | Tigre               | 5 de diciembre |          |
| Central Córdoba (R) | 1 - 1     | Colón                | Central Córdoba (R) | 5 de diciembre |          |
| Sarmiento           | 3 - 1     | Nueva Chicago        | Sarmiento           | 5 de diciembre |          |
| Talleres (RdE)      | 1 - 1     | Excursionistas       | Talleres (RdE)      | 5 de diciembre |          |
| Argentinos Juniors  | 4 - 1     | Los Andes            | Argentinos Juniors  | 5 de diciembre |          |
| Temperley           | 3 - 2     | All Boys             | Temperley           | 6 de diciembre |          |
| Almagro             | 2 - 4     | Argentino de Quilmes | Atlanta             | 6 de diciembre |          |
| Unión               | 1 - 0     | Tiro Federal         | Unión               | 6 de diciembre |          |
| Quilmes             | 1 - 2     | Atlanta              | Quilmes             | 6 de diciembre |          |

| Fecha 34             | Fecha 34  | Fecha 34            | Fecha 34            | Fecha 34        | Fecha 34 |
| Local                | Resultado | Visitante           | Estadio             | Fecha           |          |
| -------------------- | --------- | ------------------- | ------------------- | --------------- | -------- |
| Los Andes            | 4 - 2     | Temperley           | Los Andes           | 12 de diciembre |          |
| Atlanta              | 5 - 3     | Argentinos Juniors  | Atlanta             | 12 de diciembre |          |
| Excursionistas       | 1 - 0     | Quilmes             | Excursionistas      | 12 de diciembre |          |
| Tiro Federal         | 0 - 3     | Talleres (RdE)      | Central Córdoba (R) | 12 de diciembre |          |
| Nueva Chicago        | 2 - 2     | Unión               | Nueva Chicago       | 12 de diciembre |          |
| Colón                | 2 - 2     | Sarmiento           | Colón               | 12 de diciembre |          |
| Sportivo Dock Sud    | 5 - 3     | Central Córdoba (R) | Sportivo Dock Sud   | 12 de diciembre |          |
| All Boys             | 3 - 1     | Almagro             | All Boys            | 12 de diciembre |          |
| Argentino de Quilmes | 0 - 0     | Tigre               | Tigre               | 13 de diciembre |          |

| 1. |